# Niang pao
Niang pao (en chino: 娘炮) es un término chino despectivo para referirse a los hombres considerados afeminados.

## Etimología
Niang pao se traduce literalmente como "pistolas de chica/cañones de chica", pero se traduce más comúnmente como "mariquita". Generalmente se usa como insulto para los hombres afeminados; debido a ello, se considera un insulto de género.

## Historia
El Partido Comunista Chino (PCCh) usó el término en un artículo de Xinhua de 2018 con la intención de mostrar su preferencia por la representación de hombres chinos viriles en Internet.
En 2018, la cuenta oficial en WeChat del Diario del Pueblo publicó un comentario denunciando "frases tan despectivas como 'niangpao'" y pidiendo respeto y tolerancia hacia la estética diversificada.
En 2019, la Academia China de Ciencias Sociales respaldó la teoría de que la Agencia Central de Inteligencia de Estados Unidos inició el fenómeno con una "campaña deliberada para 'lavar el cerebro' a los hombres asiáticos" que comenzó en 1962 en Japón con la agencia de talentos Johnny & Associates.
La Administración Nacional de Radio y Televisión utilizó el término en un edicto de 2021 que condenaba la representación televisiva de hombres afeminados, como parte de la ofensiva más amplia del secretario general del PCCh, Xi Jinping, contra las diferencias de género y las identidades sociales no conformes. The Guardian señaló los programas de televisión chinos Youth With You y Produce 101 como ejemplos de los que fueron objeto de ataques.